# Kim Yusob
Kim Yusob (koreanisch 김유섭; * 1959 in  Gwangju) ist ein zeitgenössischer Künstler aus Südkorea.

## Leben
1983 erwarb Kim Yusob seinen Abschluss am Department of Fine Art der Chosun University in Gwangju. Danach studierte er an der Kunsthochschule Berlin-Weißensee und an der Universität der Künste (damals noch Hochschule der Künste). 1995 wurde er dort Meisterschüler von Wolfgang Petrick. Von 1996 an war Kim Dozent für Malerei an der Chosun University in Gwangju, wo er 2001 die Graduate School absolvierte. Ab 2007 lehrte er an der Universität der Künste Berlin. 2014 wurde er Professor für Malerei an der Chosun University. Kim Yusob lebt und arbeitet in Seoul, Gwangju und Berlin.

## Werke
Kim Yusob bemüht sich in seinem Werk um eine Weiterentwicklung des Abstrakten Expressionismus.  Religiöses, Philosophische und Anthroposophisches fließen in Schöpfungsprozess seiner Gemälde ein. Vieles wird dabei dem Zufall überlassen, da Kim seine Kunst als Seismogramm seiner Innenwelt ansieht: Grundmaterial seiner Bilder ist eine schwer definierbare, flüssige Masse, die er als „körperliche Urmaterie“ und Werkstoff seiner Schöpfung bezeichnet. Derart sind noch vor dem eigentlichen Malakt die Kunstwerke bereits im Material vorhanden. Kim fördert sie nur zu Tage. Diese an Aristoteles erinnernde teleologische Bestimmung der Materie (wie sie sich etwa bei Michelangelo oder Edwin Landseer findet) ist für ihn charakteristisch. Hinzu kommen Verwurzelungen im Daoismus und im I Ging. Eine spezielle Wirkung erreicht er durch eine besondere Technik der Trocknungsverzögerung, wodurch die Stofflichkeit der Farbmasse weiter betont wird.

### Ausstellungen (Auswahl)
- Einzelausstellung: Kim Yusob – Energy Flash – Galerie Michael Schultz, Berlin (2014)[4]
- Einzelausstellung: SPIRIT-PURE, Gallery Gahoedong60, Seoul (2012)
- Einzelausstellung: Kim Yusob – Energy development – Kunsthalle Rostock (2012)
- Visions Of Paradise – Python Gallery, Erlenbach (Schweiz) (2012)
- Black painting – The spirit of the Abstract – Nuri Gallery, Goyang Cultural Foundation Oulim Nuri, Ilsan (Korea) (2012)
- Einzelausstellung: Kim Yusob – Gebanntes Licht – Galerie Michael Schultz, Berlin (2011)
- Einzelausstellung: Kim Yusob – Galerie Helmut Leger, München (2010)
- Einzelausstellung: Kim Yusob – CAS / Contemporary Art Space, Salzburg (2010)
- Feng Lu (China) – Skulpturen / Yusob Kim (Korea) Malerei – Der Mensch im Quadrat – KUNSTKABINETT, Regensburg (2008)[5]
- Schwarze Bilder – Ephraim-Palais, Stadtmuseum Berlin (2006)[6]
- Deep Action – Wolfgang Petrick und Meisterschüler (1975 – 2005) – Georg Kolbe Museum, Berlin (2005)[7]

Quelle: